# Heilige Dreifaltigkeit (Buttenwiesen)

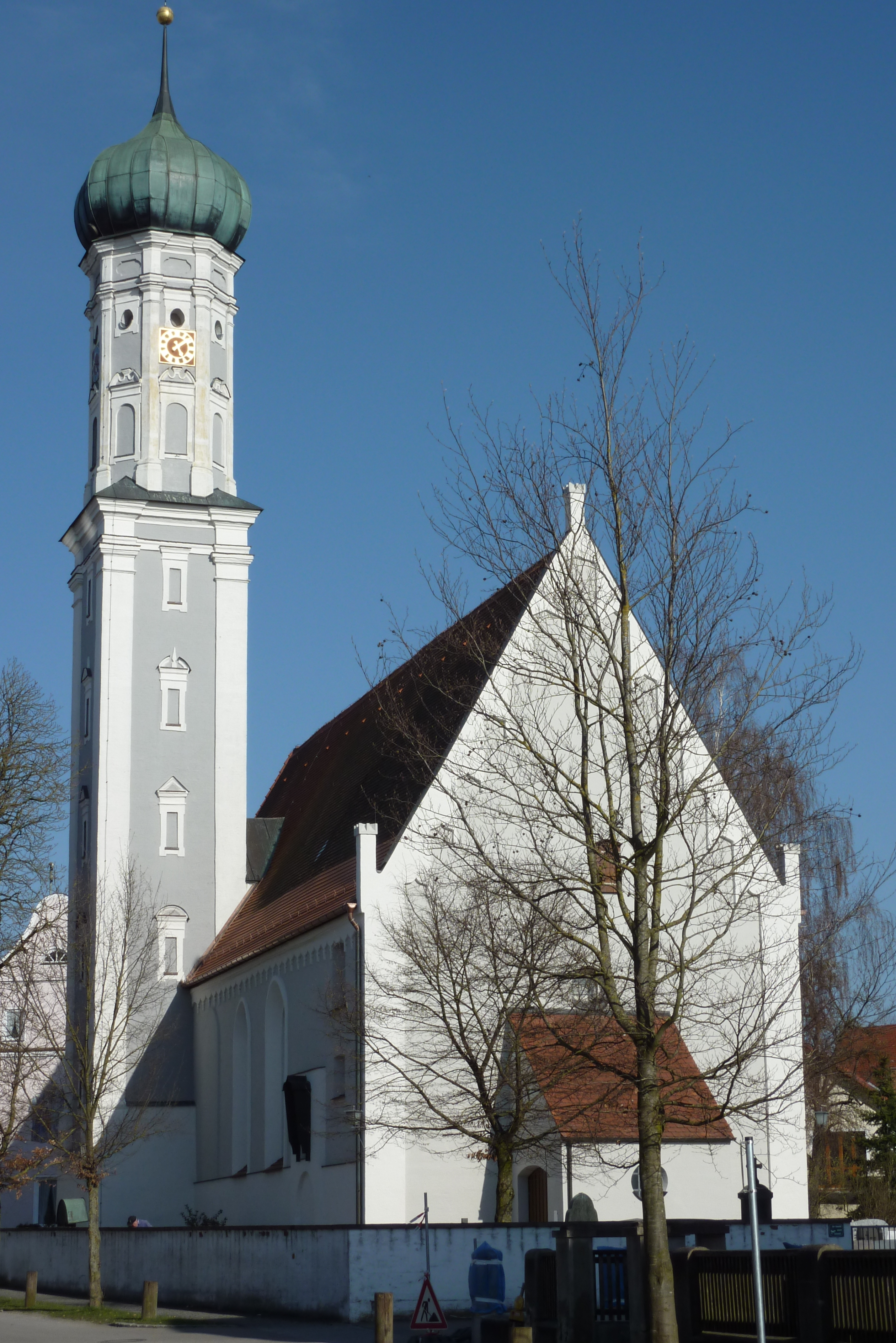
Heilige Dreifaltigkeit in Buttenwiesen

Die römisch-katholische Pfarrkirche  Heilige Dreifaltigkeit steht in Buttenwiesen, einer Gemeinde im schwäbischen Landkreis Dillingen an der Donau in Bayern. Das Bauwerk ist in der Liste der Baudenkmäler in Buttenwiesen als Baudenkmal unter der Nr. D-7-73-122-3 eingetragen. Die Pfarrei gehört zum Dekanat Dillingen des Bistums Augsburg.

## Beschreibung
Die spätgotische Saalkirche wurde in der zweiten Hälfte des 15. Jahrhunderts gebaut und um 1630 verändert. Sie besteht aus einem Langhaus, einem eingezogenen, dreiseitig geschlossenen Chor im Osten und einem 1725 neu errichteten Chorflankenturm auf quadratischem Grundriss an der Nordwand des Chors. Sein quadratischer Teil hat Pilaster an den Ecken. Darauf sitzen ebenfalls mit Pilastern an den Ecken verzierte achteckige Geschosse, die eine Zwiebelhaube tragen.
Der Innenraum des Langhauses ist mit einer Flachdecke überspannt, der des Chors mit einem Stichkappengewölbe. Um 1700 wurde im Westen des Langhauses eine Empore eingebaut, an deren Brüstung Tafelbilder angebracht wurden. Im späten 19. Jahrhundert wurde die Empore aufgestockt. Im Chor gestaltete 1924 der Kunstmaler Oswald Völkel die Fresken. Zur Kirchenausstattung gehört ein um 1680 gebauter Hochaltar, der von den Statuen des hl. Sebastian und des hl. Rochus flankiert wird. Im Altarauszug ist der hl. Leonhard dargestellt. Vor dem Kruzifix befindet sich eine dem Umkreis von Niklaus Weckmann zugeschriebene Statue der Maria Magdalena.